# Ruschia
Ruschia är ett släkte av isörtsväxter. Ruschia ingår i familjen isörtsväxter.

## Bildgalleri

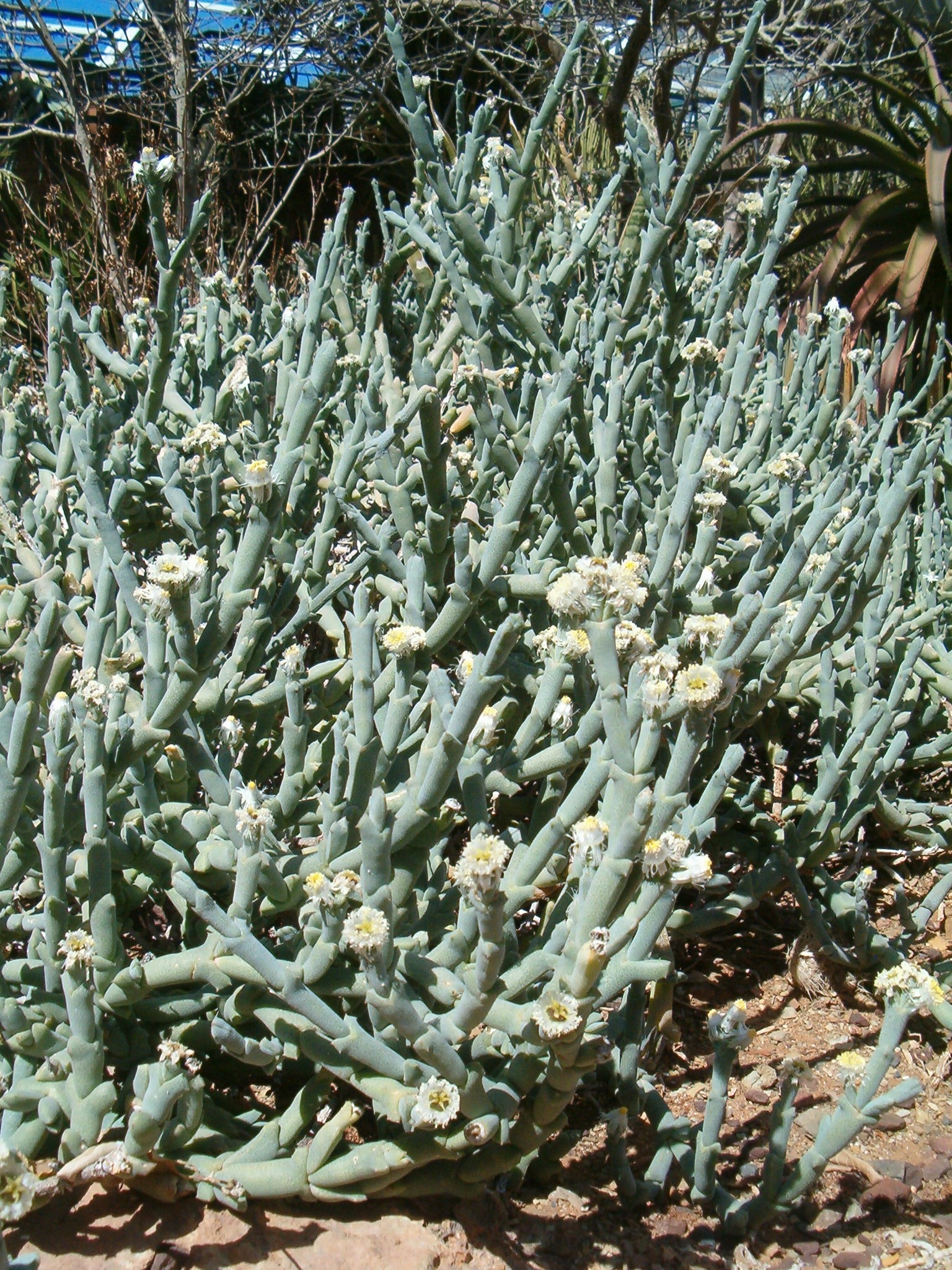
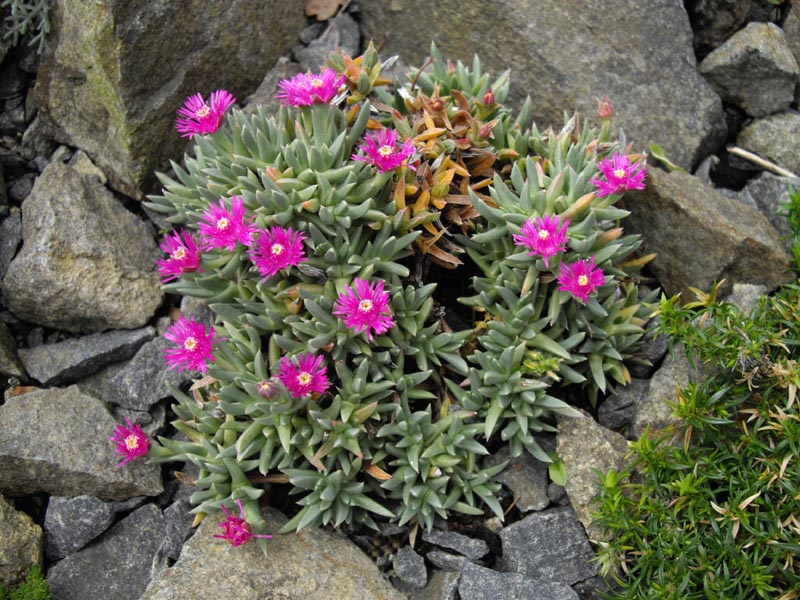
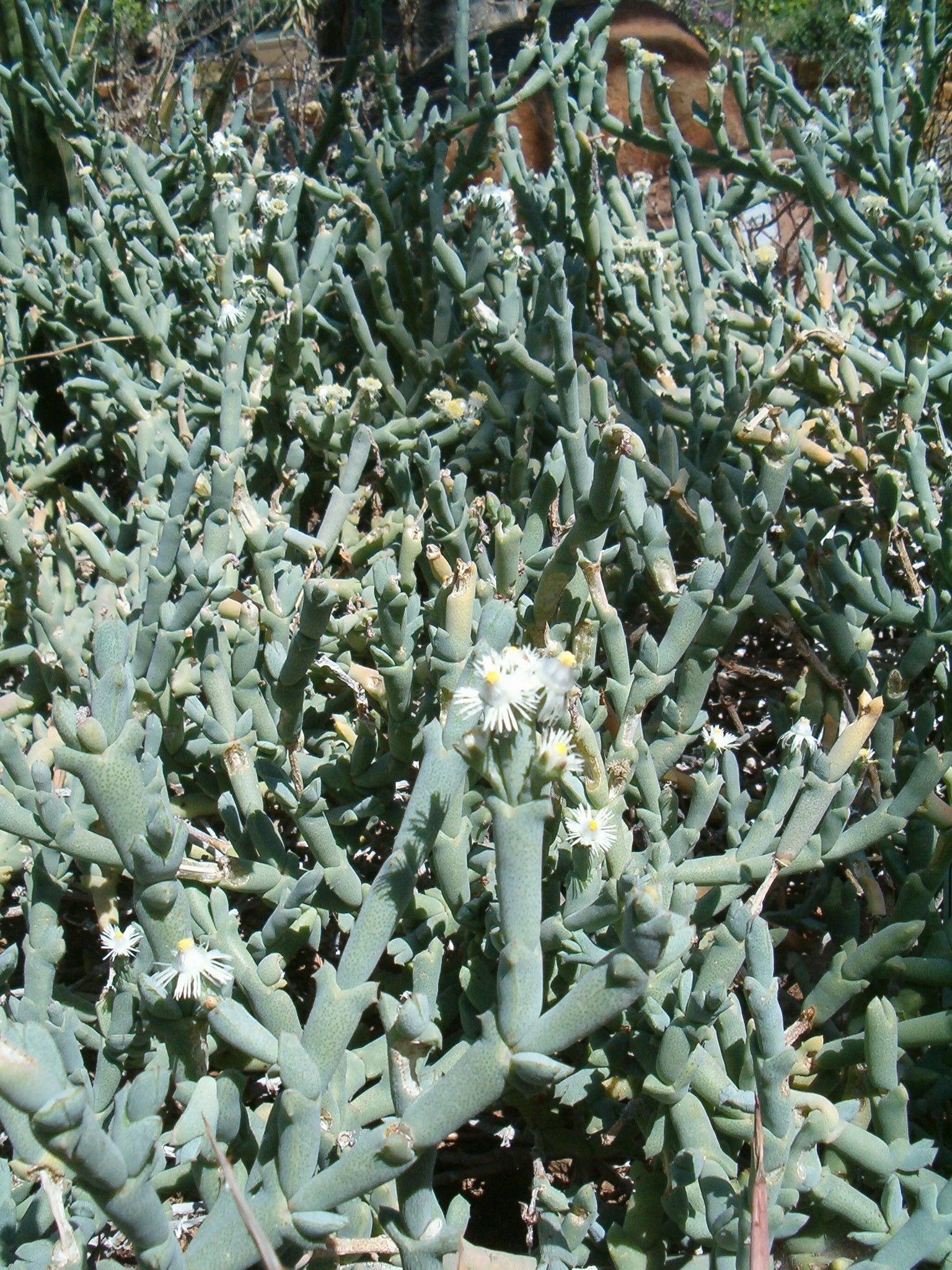
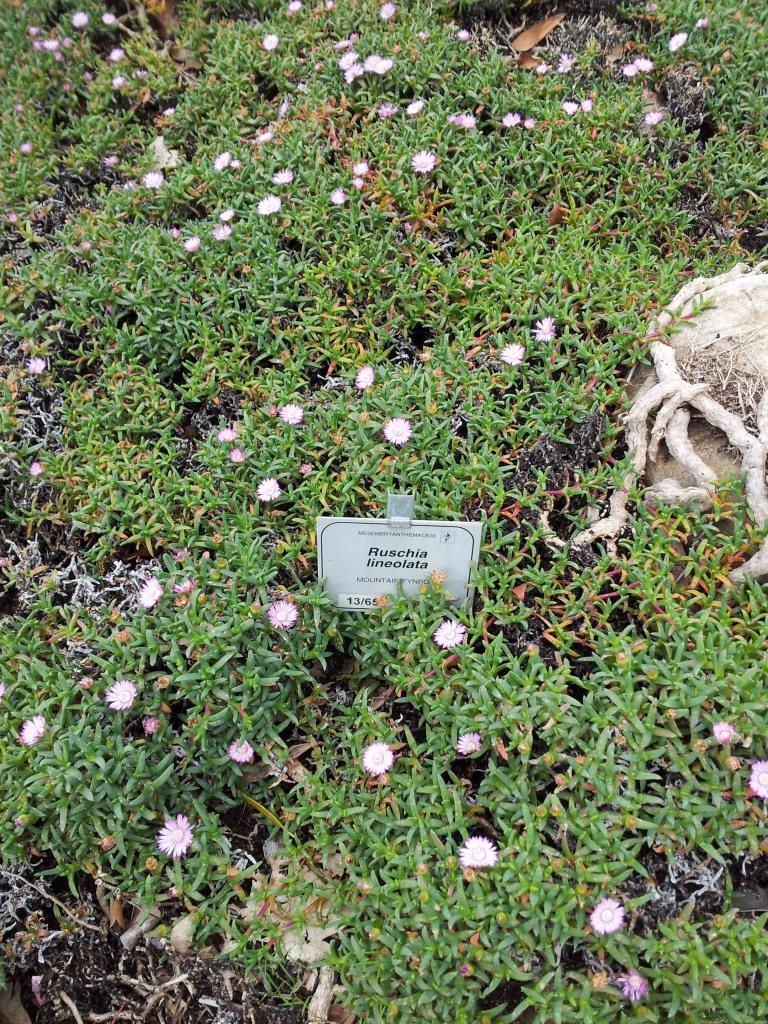

## Dottertaxa tillRuschia, i alfabetisk ordning[1]
- Ruschia abbreviata
- Ruschia acocksii
- Ruschia acuminata
- Ruschia acutangula
- Ruschia aggregata
- Ruschia alata
- Ruschia albida
- Ruschia altigena
- Ruschia amicorum
- Ruschia ampliata
- Ruschia approximata
- Ruschia archeri
- Ruschia aspera
- Ruschia atrata
- Ruschia axthelmiana
- Ruschia barnardii
- Ruschia beaufortensis
- Ruschia bijliae
- Ruschia bipapillata
- Ruschia bolusiae
- Ruschia brakdamensis
- Ruschia breekpoortensis
- Ruschia brevibracteata
- Ruschia brevicyma
- Ruschia brevifolia
- Ruschia brevipes
- Ruschia britteniae
- Ruschia burtoniae
- Ruschia calcarea
- Ruschia calcicola
- Ruschia callifera
- Ruschia campestris
- Ruschia canonotata
- Ruschia capornii
- Ruschia caroli
- Ruschia caudata
- Ruschia cedarbergensis
- Ruschia centrocapsula
- Ruschia ceresiana
- Ruschia cincta
- Ruschia clavata
- Ruschia complanata
- Ruschia congesta
- Ruschia copiosa
- Ruschia costata
- Ruschia cradockensis
- Ruschia crassa
- Ruschia crassisepala
- Ruschia cupulata
- Ruschia curta
- Ruschia cymbifolia
- Ruschia cymosa
- Ruschia decumbens
- Ruschia decurrens
- Ruschia decurvans
- Ruschia dejagerae
- Ruschia deminuta
- Ruschia densiflora
- Ruschia depressa
- Ruschia dichroa
- Ruschia dielsiana
- Ruschia dilatata
- Ruschia divaricata
- Ruschia diversifolia
- Ruschia duthiae
- Ruschia edentula
- Ruschia elineata
- Ruschia erecta
- Ruschia esterhuyseniae
- Ruschia exigua
- Ruschia extensa
- Ruschia festiva
- Ruschia filipetala
- Ruschia firma
- Ruschia floribunda
- Ruschia foliosa
- Ruschia fourcadei
- Ruschia framesii
- Ruschia fredericii
- Ruschia fugitans
- Ruschia geminiflora
- Ruschia glauca
- Ruschia goodiae
- Ruschia gracilipes
- Ruschia gracilis
- Ruschia griquensis
- Ruschia grisea
- Ruschia hamata
- Ruschia haworthii
- Ruschia heteropetala
- Ruschia holensis
- Ruschia imbricata
- Ruschia impressa
- Ruschia inclusa
- Ruschia inconspicua
- Ruschia incurvata
- Ruschia indecora
- Ruschia indurata
- Ruschia intermedia
- Ruschia intricata
- Ruschia karrachabensis
- Ruschia karrooica
- Ruschia kenhardtensis
- Ruschia klipbergensis
- Ruschia knysnana
- Ruschia kuboosana
- Ruschia langebaanensis
- Ruschia lapidicola
- Ruschia lavisii
- Ruschia laxa
- Ruschia laxiflora
- Ruschia laxipetala
- Ruschia leptocalyx
- Ruschia lerouxiae
- Ruschia leucosperma
- Ruschia lineolata
- Ruschia lisabeliae
- Ruschia macowanii
- Ruschia magnifica
- Ruschia mariae
- Ruschia marianae
- Ruschia maxima
- Ruschia middlemostii
- Ruschia misera
- Ruschia montaguensis
- Ruschia muelleri
- Ruschia muiriana
- Ruschia multiflora
- Ruschia muricata
- Ruschia namusmontana
- Ruschia nelii
- Ruschia neovirens
- Ruschia nieuwerustensis
- Ruschia nonimpressa
- Ruschia obtusa
- Ruschia odontocalyx
- Ruschia orientalis
- Ruschia pallens
- Ruschia parviflora
- Ruschia parvifolia
- Ruschia patens
- Ruschia patulifolia
- Ruschia pauciflora
- Ruschia paucipetala
- Ruschia perfoliata
- Ruschia phylicoides
- Ruschia pinguis
- Ruschia polita
- Ruschia pollardii
- Ruschia primosii
- Ruschia pulchella
- Ruschia pulvinaris
- Ruschia punctulata
- Ruschia pungens
- Ruschia putterillii
- Ruschia rariflora
- Ruschia recurva
- Ruschia rigens
- Ruschia rigida
- Ruschia rigidicaulis
- Ruschia robusta
- Ruschia rostella
- Ruschia rubricaulis
- Ruschia rupicola
- Ruschia ruralis
- Ruschia ruschiana
- Ruschia sabulicola
- Ruschia sandbergensis
- Ruschia sarmentosa
- Ruschia scabra
- Ruschia schollii
- Ruschia semidentata
- Ruschia semiglobosa
- Ruschia senaria
- Ruschia serrulata
- Ruschia sessilis
- Ruschia singula
- Ruschia solitaria
- Ruschia spinosa
- Ruschia staminodiosa
- Ruschia stricta
- Ruschia strubeniae
- Ruschia suaveolens
- Ruschia subpaniculata
- Ruschia subsphaerica
- Ruschia subteres
- Ruschia tardissima
- Ruschia tecta
- Ruschia tenella
- Ruschia testacea
- Ruschia tribracteata
- Ruschia triflora
- Ruschia truteri
- Ruschia tumidula
- Ruschia uitenhagensis
- Ruschia umbellata
- Ruschia uncinata
- Ruschia unidens
- Ruschia vaginata
- Ruschia valida
- Ruschia vanbredai
- Ruschia vanderbergiae
- Ruschia vanheerdei
- Ruschia vanniekerkiae
- Ruschia versicolor
- Ruschia vetovalida
- Ruschia victoris
- Ruschia virens
- Ruschia virgata
- Ruschia viridifolia
- Ruschia vulvaria